# Evelyn Opelová
Evelyn Opelová, rozená Evelyna Stryhalová, vlastním jménem Evelyn Opelová-Ringelmannová (nar. 4. února 1942 nebo 4. února 1945 Varnsdorf), je česko-německá herečka. Během své kariéry se objevila v mnoha známých filmech a úspěšných televizních seriálech.

## Život
Po absolvování gymnázia v Československu studovala herectví na Akademii múzických umění v Praze. Od roku 1959 byla herečkou v bývalém Československu. Objevila se asi v deseti filmech a objevila se i na divadelních prknech, naposledy v pražském Národním divadle. V polovině 60. let 20. století se provdala za českého dirigenta Jaroslava Opělu (1935–2016) a v roce 1967 se odstěhovala za ním do Spolkové republiky Německo. Kvůli počáteční jazykové bariéře získala televizní role až na počátku 70. let 20. století, především v kriminálních seriálech, např.: „Der Kommissar“, „Derrick“ a „Der Alte“. V roce 1970 ji Bernhard Wicki obsadil po boku Helmuta Qualtingera a Agnes Finkové do své filmové adaptace Josepha Rotha "Das falsche Gewicht". Rainer Erler ji obsadil do svých inscenací Der Amateur a Das Blaue Palais – Das Medium, Unsterblichkeit.
Hrála ve dvou filmech v seriálu "Die Lümmel von der ersten Bank". V 70. letech se objevila také ve filmových adaptacích Ludwiga Ganghofera „Schloss Hubertus“ (s Karlheinzem Böhmem) a „Das Schweigen im Walde“. V thrilleru "Noční vlak do Benátek" (1993) si zahrála po boku Hugha Granta.
Kromě dalších rolí v televizních seriálech (Das Traumschiff, Tatort, Der Mann ohne Schatten, SOKO Leipzig) se opakovaně objevila i na německy mluvících scénách (Düsseldorfer Schauspielhaus 1977/78, Theater in der Josefstadt Vídeň, 1978/79). Mezi její role patřila titulní postava v "Hedě Gablerové ", Rosalinde v "Jak se vám líbí", Julie v "Romeo a Julie", Monika ve "Fyzicích" a také titulní postavy ve "Svaté Janě" a "Antigoně".
Od roku 1986 až do jeho smrti v roce 2011 byla vdaná za televizního producenta Helmuta Ringelmanna.